# Olivier Gillet (historien)
 (juin 2016).
Si vous disposez d'ouvrages ou d'articles de référence ou si vous connaissez des sites web de qualité traitant du thème abordé ici, merci de compléter l'article en donnant les références utiles à sa vérifiabilité et en les liant à la section « Notes et références ».
Pour les articles homonymes, voir Gillet et Olivier Gillet (homonymie).
Olivier Gillet, né à Bruxelles le 24 juin 1965, est un historien belge.

## Biographie
Olivier Gillet est diplômé en histoire médiévale de l’Université libre de Bruxelles (1990) et est docteur en histoire avec une thèse soutenue en 1995 et intitulée L’Église orthodoxe et l’État communiste roumain (1948-1989). Étude de l’idéologie de l’Église orthodoxe : Entre traditions byzantines et national-communisme. Il obtient également l’agrégation de l’enseignement secondaire supérieur en 1991 (ULB).
Après avoir été chercheur à l’Université libre de Bruxelles au Centre interdisciplinaire d’étude des religions et de la laïcité (CIERL) entre 1991 et 1996, il enseigne dans cette université depuis 1996 (maître d’enseignement). Il a été également professeur associé à l’Université de Bucarest ([Faculté des sciences politiques) entre 2002 et 2004.
Il a vécu à Bucarest et à Prague de 2002 à 2006. Médiéviste de formation et historien des religions, ses travaux portent sur l’histoire de l’orthodoxie, la typologie des christianismes orientaux (Églises orthodoxes orientales, Églises orthodoxes et Églises catholiques orientales), l’ecclésiologie et les structures théologico-politiques, l’histoire de l’Europe orientale et des Balkans, la société post-byzantine et les rapports entre l’orthodoxie et le nationalisme (ethnophylétisme).

## Publications

### Ouvrages
- Religion et nationalisme. L’idéologie de l’Église orthodoxe roumaine sous le régime communiste, Bruxelles, Université de Bruxelles, 1997.
- Religie şi naţionalism. Ideologia Bisericii Ortodoxe Române sub regimul comunist, Bucureşti, Compania, 2001.
- Les Balkans. Religions et nationalisme, Bruxelles, Ousia, 2001.
- Théo Robichet, Joël Kotek et Olivier Gillet (éd.), Europe contre Europe ? L’Union européenne au défi des identités nationales et religieuses de l’Europe orientale, Gerpinnes, Quorum, 1999.

### Articles
- « L’antimaçonnisme roumain depuis la révolution de 1989. Ses origines et son développement actuel », dans Alain Dierkens (éd.), Les courants antimaçonniques hier et aujourd’hui (=Problèmes d’histoire des religions, 4), Bruxelles, Université de Bruxelles, 1993, p. 145–161.
- « Les Églises et l’État dans la Roumanie contemporaine : Problématique et réflexions préliminaires », dans Transylvanian Review, II, 1993, 2, p. 36–52.
- « Confession et nation en Roumanie : Le cas de l’Église orthodoxe sous le régime communiste (1948-1989) », dans Colloquia, Journal of Central European History, 1, 2, 1994, p. 174–191.
- « Orthodoxie, nation et ethnicité en Roumanie au XXe siècle. Un problème ecclésiologique et politique », dans Maria Crăciun et Ovidiu Ghitta (éd.), Ethnicity and Religion in Central and Eastern Europe, Cluj, Cluj University Press, 1995, p. 345–361.
- « L’Église orthodoxe roumaine et le « mythe » nationaliste de la continuité daco-romaine du peuple roumain : Nationalisme et exclusion ethnique et confessionnelle », dans Alain Dierkens (éd.), Le Penseur, la violence, la religion (=Problèmes d’histoire des religions, 7), Bruxelles, Université de Bruxelles, 1996, p. 49–62.
- « Religion et transition démocratique dans les pays orthodoxes de l’Europe du Sud-Est », dans Ovidiu Pecican et Enikö Magyari-Vincze (éd.), Transition in Central and Eastern Europe, Cluj-Napoca, University Press, 1997, p. 369–406.
- « L’Histoire de la Transylvanie : Le différend historiographique hungaro-roumain (à l’occasion de la parution en français de l’Histoire de la Transylvanie dirigée par Béla Köpeczi à Budapest) », dans Revue belge de philologie et d’histoire, 75, 1997, 2, p. 457–485.
- « L’Église orthodoxe roumaine et la « nation » au XXe siècle : un ethnophylétisme contemporain ? », dans Maria Crăciun et Ovidiu Ghitta (éd.), Church and Society in Central and Eastern Europe, Cluj-Napoca, « Babeş-Bolyai » University Cluj, European Studies Foundation Publishing House, 1998, p. 292–315.
- « Nationalisme et ethnicité dans l’ecclésiologie de l’Église orthodoxe roumaine au XXe siècle », dans Religion, politique et société en Europe centrale et orientale (=L’Autre Europe, 36-37), Paris, L’Age d’Homme, 1998, p. 140–162.
- « Les Églises orthodoxes et les nationalismes dans les Balkans : De l’émancipation des peuples à l’« épuration ethnique » », dans Anne Morelli, Charles Suzanne et Jacques Lemaire (éd.), Les religions et la violence (=La Pensée et les Hommes, 37), Bruxelles, Université de Bruxelles, 1998, p. 59-75.
- « Les mutations ecclésiologiques dans les Balkans dans les années 1860-1870 », dans Alain Dierkens (éd.), L’Intelligentsia européenne en mutation (1850-1875). Darwin, le Syllabus et leurs conséquences (=Problèmes d’histoire des religions, 9), Bruxelles, Université de Bruxelles, 1998, p. 57-66.
- « Ecclésiologie orthodoxe et nationalisme en Roumanie », dans Théo Robichet, Joël Kotek et Olivier Gillet (éd.), Europe contre Europe ? L’Union européenne au défi des identités nationales et religieuses de l’Europe orientale, Gerpinnes, Quorum, 1999, p. 100-129.
- « Le monde orthodoxe postcommuniste et l’Occident », dans Jacques Lemaire, André Miroir et Simon Petermann (éd.), Regards critiques sur le XXe siècle. Hommages à Georges Goriely (=La Pensée et les Hommes, 41), Bruxelles, l’Université de Bruxelles, 1999, p. 29-40.
- « Une autre approche de la spiritualité : Le monde orthodoxe postcommuniste », dans Jacques Lemaire et Marc Mayer (éd.), Laïcité et spiritualités (=La Pensée et les Hommes, 43), Bruxelles, Université de Bruxelles, 2000, p. 99-107.
- « Le monde orthodoxe. Pacifisme et nationalisme », dans Suzanne Lecocq et Jean-François Füeg (éd.), Le pacifisme est-il une valeur universelle ? Actes du colloque des 25 et 26 novembre 1999, Mons, Mundaneum, 1, 2001, p. 29-36.
- « Orthodoxie et extrêmes droites en Roumanie. Du fascisme des années 1930 à l’ultranationalisme contemporain », dans Traverse, Zeitschrift für Geschichte - Revue d’histoire, Religion und Macht - Religion et pouvoir, 2000/3, p. 44-55.
- « Argumentum. Religion et politique dans les Balkans. Les enjeux contemporains », dans Studia Politica, Romanian Political Science Review, University of Bucharest, Departement of Political Science, IV, 2, 2004, p. 269-277.
- « Православните цркви, државите и нациите на Балканот [Les Églises orthodoxes, les États et les Nations dans les Balkans] », dans Гласник (Институт за национална историја [Institut national d’histoire]), Skopje, 48, 1-2, 2004, p. 223-239.
- « L’Église et l’État dans les Balkans. Le cas de la Macédoine », dans Le Figuier, annales du Centre interdisciplinaire d'étude des religions et de la laïcité de l'Université libre de Bruxelles, 2, 2008, p. 133-147.
- « Athéisme et orthodoxie en Europe orientale et du Sud-Est », dans Patrice Dartevelle (éd.), L’athéisme dans le monde, Bruxelles, Association belge des athées, ABA Éditions, 1, 2015, p. 11-25.